# Dale Begg-Smith
Dale Begg-Smith (* 18. ledna 1985, Vancouver) je bývalý australský akrobatický lyžař narozený v Kanadě. Na olympijských hrách v Turíně roku 2006 vyhrál závod v jízdě na boulích, jako dosud nejmladší závodník v historii. Na dalších hrách v jeho rodném Vancouveru roku 2010 bral ve stejné disciplíně stříbro, což něj činí nejúspěšnějšího australského sportovce na Zimních olympijských hrách. Je rovněž mistrem světa z roku 2007, z neolympijské disciplíny paralelních závodů na boulích. Jeho nejlepším výsledkem v klasických boulích na světovém šampionátu je druhé místo z roku 2007. Ve světovém poháru bral čtyřikrát po sobě malý křišťálový glóbus za celkové vítězství v boulích (2006–2010). Vyhrál v seriálu 18 závodů, 29krát stál na stupních vítězů.
Je též úspěšným podnikatelem, již ve třinácti letech založil s bratrem Jasonem internetovou společnost. Právě spory s kanadskými trenéry, kteří mu vyčítali, že se kvůli podnikání málo věnuje tréninku, ho v šestnácti letech přiměly (i s bratrem) k emigraci do Austrálie, jíž poté co roku 2003 získal občanství, přinesl historické úspěchy. Spory se starou vlastí ho pronásledovaly i na hrách v rodném Vancouveru, kdy si australská výprava stěžovala na ústrky ze strany organizátorů a rozhodčích. Begg-Smith je znám tím, že odmítá komunikovat s kanadskými médii, ale obecně i neaustralskými. Je označován za samotáře a podivína. NBC ho nazvala „nejzáhadnějším mužem zimních olympijských her“. Jeho podnikání mu přineslo značné bohatství, ale také rozličná obvinění. Například, že se jeho internetová společnosti Begg-Smith Ads CPM, později přejmenovaná na CPM Media, podílela na distribuci malwaru (škodlivého softwaru).